# Lafayette (Indiana)
Lafayette – miasto w Stanach Zjednoczonych, w zachodniej części stanu Indiana, nad rzeką Wabash. Liczy około 72 tys. mieszkańców.
Z miasta pochodzą m.in. Axl Rose i Izzy Stradlin z zespołu Guns N’ Roses oraz reżyser filmowy Sydney Pollack.
Od 1869 r. w mieście działa uniwersytet.

## Demografia
Poniżej przedstawiono zmiany liczby ludności miasta w latach 1850–2018.

## Gospodarka
W mieście rozwinął się przemysł elektrotechniczny, gumowy oraz spożywczy.